# 岩梅科
岩梅科是一个小科，只有6属20种植物，主要生长在高山区和近北极地区，中国有3属，10种，分布在西部和西南部。
本科植物为多年生草本或常绿亚灌木；单叶互生或对生，无托叶；花两性，辐射对称，花瓣5；果实为蒴果。
属
- 岩匙属 Berneuxia Decne.
- 岩梅属 Diapensia L.
- 银河草属 Galax Sims
- 岩樱属 Pyxidanthera Michx.
- 岩镜属 Schizocodon]] Siebold & Zucc.
- 岩扇属 Shortia Torr. & A.Gray

1981年的克朗奎斯特分类法单独设立一个岩梅目，只包括一科。1998年根据基因亲缘关系分类的APG 分类法将本科合并到杜鹃花目中，2003年经过修订的APG II 分类法维持上述分类没有变化。